# Chrząstów
Chrząstów is een dorp in de Poolse woiwodschap Subkarpaten. De plaats maakt deel uit van de gemeente Mielec en telt 667 inwoners.